# VfL Pölitz
Der VfL Pölitz war ein Sportverein, der von 1943 bis 1945 in der Stadt Pölitz in der Provinz Pommern bestand.

## Geschichte

### Vorgängervereine
Der TSV 1862 Pölitz nahm in der Saison 1939/40 an der 1. Klasse Pommern teil. Im Februar 1940 zog der Verein seine Mannschaft dann aber zurück, zu dieser Zeit wurden aber auch nur zwei Spiele gespielt. Von denen ein Spiel ein Unentschieden war sowie das andere eine Niederlage. Zur Saison 1942/43 stieg der TSV dann wieder aus der 2. Klasse in die 1. Klasse Pommern auf. Im März 1943 zog der Vereine seine Mannschaft dann aber wieder zurück. Bis zu dieser Zeit sammelte die Mannschaft vier Siege sowie neun Niederlagen.
Die WKG der BSG Hydrierwerke Pölitz nahm in der Saison 1939/40 an der 1. Klasse Pommern teil und belegte dort am Ende der Saison nach vier gespielten Spielen und 2:6 Punkten den dritten Platz auf der Tabelle. In der Saison 1941/42 stieg die WKG dann aus der 2. Klasse erneut in die 1. Klasse Pommern auf und beendete in dieser Saison die Spielzeit mit 9:21 Punkten auf dem achten Platz. Am Ende der Saison 1942/43 konnte die Liga in der Kreisgruppe C als erster abgeschlossen werden, was die Teilnahme an der Qualifikation zur Gauliga Pommern möglich machte. Am Ende der Aufstiegsrunde landete die Mannschaft auf dem zweiten Platz, was jedoch nicht zum Aufstieg reichte. Weil am Ende jeder Verein die gleiche Punktzahl hatte, entschied das Torverhältnis, bei welchem die WKG Marine-Flakschule Swinemünde die Nase vorn hatte.

### Fusion zum VfL Pölitz
Zur Saison 1943/44 vereinigte sich die WKG sowie der TSV zum VfL Pölitz und erreicht am Ende der Saison unter diesem Namen mit 30:16 Punkten den fünften Platz. Zur Saison 1944/45 wurden alle Vereine, die noch am Spielbetrieb teilnehmen konnten, in die Gauliga Pommern eingeteilt und dort in sogenannte Sportkreisgruppen eingegliedert. Die Gruppe Stettin des Abschnitt West wurde dem VfL zugeteilt. Bis zum Abbruch des Spielbetriebs konnte die Mannschaft nur drei Spiele spielen und landete bei diesem Stand mit 2:4 Punkten auf dem sechsten Platz. Spätestens am Ende des Zweiten Weltkriegs wurde der Verein dann auch aufgelöst.